# Adams, Oregon
Adams là một thành phố trong Quận Umatilla, Oregon, Hoa Kỳ nằm khoảng 13 dặm Anh phía đông bắc thành phố Pendleton trên Xa lộ Oregon 11. Dân số theo thống kê năm 2000 là 297 người.

## Lịch sử
Adams được đặt theo tên của một người địa phương sống trên phần đất do chính phủ cấp tên là John F. Adams. Bưu điện Adams được thiết lập năm 1883.

## Địa lý
Adams nằm ở vị trí 45°46′2″B 118°33′49″T / 45,76722°B 118,56361°T.1 Theo Cục điều tra dân số Hoa Kỳ, thành phố này có tổng diện tích là 0,3 dặm vuông Anh (0,9 km²), tất cả đều là đất.